# Груповий аналіз
Груповий аналіз - розділення складних сумішей на групи речовин, що мають однакові або близькі властивості по відношенню до дії хімічних реагентів.

## Груповий аналіз вугілля
Суть групового аналізу вугілля полягає в тому, що його послідовно обробляють розчинниками або хімічними реагентами і визначають масу речовини, що перейшла в розчин (вихід). Як розчинники і хімічні реагенти в груповому аналізі вугілля застосовують: воду, різноманітні органічні речовини (толуол, бензол, етиловий спирт, піридин і ін.), розчини кислот і лугів. Обробку твердих палив розчинниками і хімічними реагентами називають загальним терміном – розчиненням або екстракцією. Механізм дії цих речовин на вугілля різний. Хімічно нейтральні органічні розчинники (наприклад, толуол, бензол) можуть витягувати і розчиняти частину з складної суміші органічних речовин, якою є вугілля. Хімічно активні розчинники (піридин, кислоти і луги) вступають в хімічну взаємодію з органічною масою вугілля, яка супроводжується розривом найбільш доступних і слабких зв'язків в молекулах, і в розчин частково переходять продукти розкладання органічної маси.
Схеми групового аналізу вугілля.
Відома велика кількість схем групового аналізу для різних видів палива відповідно до особливостей їх складу і властивостей. Найбільше значення має груповий аналіз бурого вугілля, оскільки значна частина органічної маси бурого вугілля може бути переведена в розчинений стан, а екстракти, які при цьому одержують, знаходять практичне застосування.
Найбільш поширена схема групового аналізу бурого вугілля складається з двох етапів. Перший – обробка бурого вугілля органічними розчинниками. Суміш речовин, витягуваних з вугілля органічними розчинниками, називають бітумами. Другий – обробка залишку після витягання бітумів (дебітумінованого вугілля) водними розчинами лугів. Суміш кислих речовин біохімічного перетворення вищих рослин, витягуваних з палив водними розчинами лугів, називають гуминовими кислотами. Залишок після витягання бітумів і гуминових кислот називають залишковим вугіллям.